# Only in Dreams
"Only in Dreams" (em português: Só em Sonhos) é uma música da banda americana de rock alternativo Weezer, composta por Rivers Cuomo, e lançada em 10 de Maio de 1994 no seu álbum homónimo de estreia, também conhecido como The Blue Album, sendo a sua faixa final. Com quase oito minutos, é até hoje a música mais longa dos Weezer. A música é bastante conhecida pelo seu crescendo de três minutos de duas guitarras, baixo e bateria, na qual a dinâmica aumenta gradualmente e o timbre é construído até ao solo de guitarra em clímax no final.

## Visão Global
A letra da música conta a história de um jovem rapaz que quer estar romanticamente envolvido com a rapariga dos seus sonhos. Como este não consegue porque na realidade ela é muito popular, ele apenas pode fantasiar em estar com ela nos seus sonhos, esclarecendo o título da música.
A música possui uma linha de baixo proeminente tocada por Matt Sharp (apesar de composta por Cuomo), sendo uma das mais famosas de toda a discografia dos Weezer. Quando questionado em 2006 sobre qual o solo de guitarra de que mais se orgulha, Cuomo respondeu,
| “ | Eu teria de ir com 'Only in Dreams' e 'Haunt You Every Day' [faixa de Make Believe] pela sua duração elevada. Épico, épico, épico. Muito poucas pessoas tocam estes tipos de solo actualmente. | ” |

## Recepção
A música classificou-se em 8.º lugar nos 20 Melhores Faixas de Guitarra da Q Magazine em Setembro de 2007. A IGN incluiu "Only in Dreams" no sua lista Weezer Ultimate Mix, onde estes listaram que músicas gostariam de ser compiladas numa colecção dos Weezer e denominaram a música como "a 'Stairway to Heaven' da Geração X". Estes também listaram a música na lista Top 10 de Músicas Ambiguamente Inspiradoras, onde eles consideraram uma das melhores músicas dos Weezer.
Entre outras avaliações, a revista Magnet considerou "Only in Drams" de ser a terceira música mais sobrevalorizada dos Weezer, a revista Rolling Stone referiu a música como uma "verdadeira jóia" e o site PopMatters chama a música uma "conclusão digna de 'Bohemian Rhapsody'.

## Desempenho ao vivo e Covers
"Only in Dreams", nos anos recentes, tem sido tipicamente tocada no final de um espectáculo regular (antes do encore). Contudo isto não se aplicou à digressão Enlightenment do Verão de 2002, quando as listas dos espectáculos eram determinadas por um conjunto de 20 músicas.
A banda Ash fez um cover da música para o lado B do seu single de 2001 "Burn Baby Burn". A banda Mock Orange fez um cover da música para o álbum Rock Music: A Tribute to Weezer.

## Pessoal
- Rivers Cuomo — guitarra principal, vocalista
- Patrick Wilson — bateria
- Brian Bell — guitarra rítmica
- Matt Sharp — baixo
- Ric Ocasek — produção